# Sven Simon (Jurist)

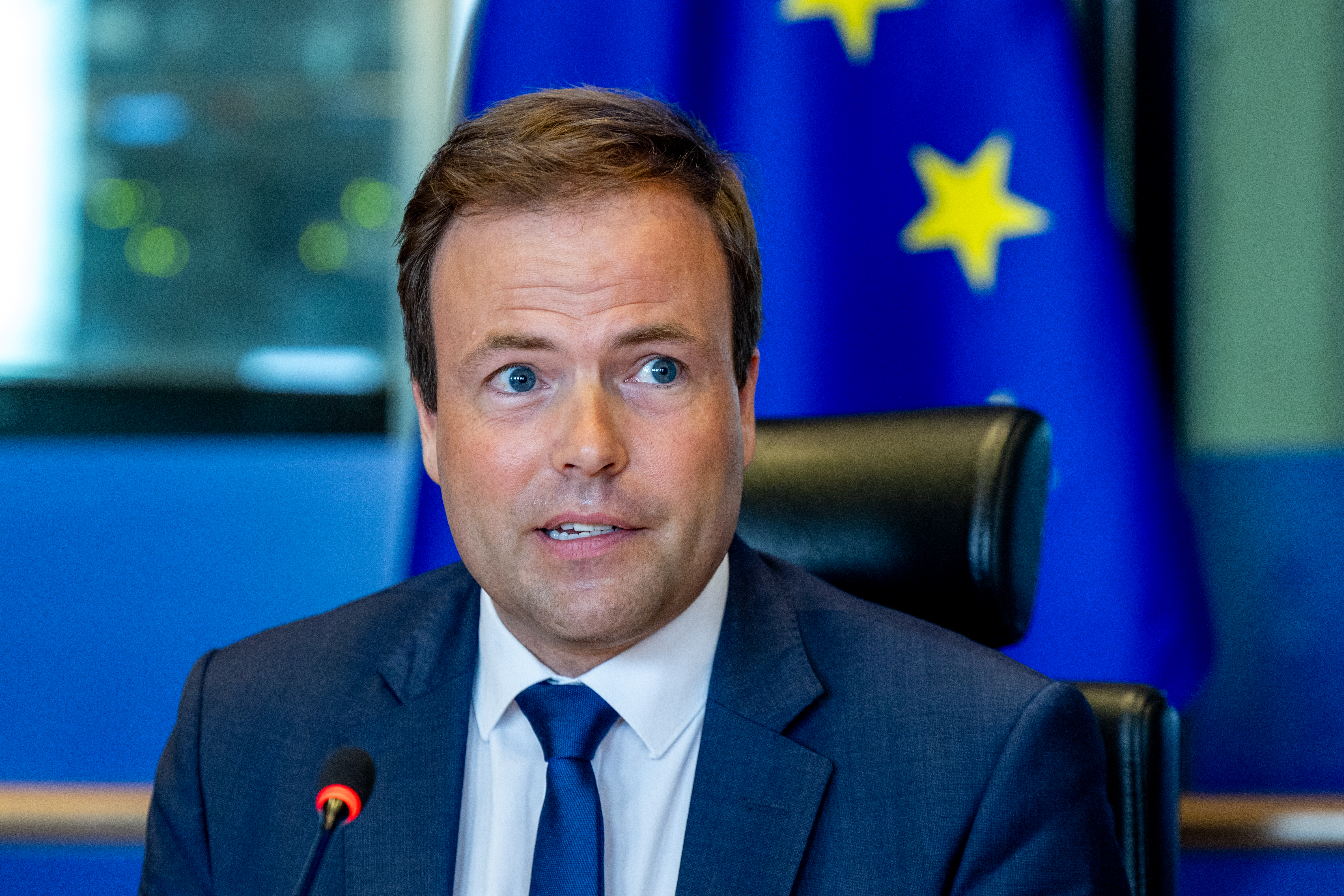
Sven Simon (2024)

Sven Simon (* 9. Oktober 1978 in Lahn-Wetzlar) ist ein deutscher Rechtswissenschaftler, Hochschullehrer und Politiker (CDU). Er ist seit dem 1. Dezember 2016 Inhaber des Lehrstuhls für Völkerrecht und Europarecht mit öffentlichem Recht an der Philipps-Universität Marburg. Seit 2019 ist er Mitglied des Europäischen Parlaments.

## Ausbildung und Beruf

### Studium und Referendariat
Simon studierte Rechtswissenschaften an der Justus-Liebig-Universität Gießen und an der University of Warwick (England). 2003 erwarb er das ‘Certificate in English Law’. 2005 beendete er sein Studium mit dem ersten juristischen Staatsexamen.
Von 2008 bis 2010 absolvierte Simon sein Rechtsreferendariat am Landgericht Gießen mit Stationen beim Bundesministerium für Wirtschaft und Technologie in Berlin, in den Anwaltskanzleien Weber-Yacobovitch-Feder in Tel Aviv (Israel) sowie Freshfields Bruckhaus Deringer in Frankfurt am Main und an der Ständigen Vertretung der Bundesrepublik Deutschland bei den Vereinten Nationen in New York. 2010 legte er das zweite juristische Staatsexamen ab.

### Wissenschaftliche Karriere
Während der Promotionszeit verbrachte Simon Forschungsaufenthalte am Max-Planck-Institut für ausländisches öffentliches Recht und Völkerrecht in Heidelberg, bei der Europäischen Kommission in Brüssel und bei der Welthandelsorganisation (WTO) in Genf. Dabei wurde er von der Hanns-Seidel-Stiftung mit einem Promotionsstipendium gefördert. 2009 wurde Simon vom Fachbereich Rechtswissenschaften der Justus-Liebig-Universität Gießen promoviert. Seine Dissertation veröffentlichte er im gleichen Jahr unter dem Titel Liberalisierung von Dienstleistungen der Daseinsvorsorge im WTO- und EU-Recht.
Von 2010 bis 2015 war Simon als Akademischer Rat am Lehrstuhl für Öffentliches Recht, Völkerrecht und Europarecht von Thilo Marauhn an der Universität Gießen beschäftigt. In den Jahren 2011 und 2014 war er Gastprofessor an der Law School der University of Wisconsin in Madison (USA).
2015 wurde er mit einer Arbeit über die „Grenzen des Bundesverfassungsgerichts im europäischen Integrationsprozess“ habilitiert. Ihm wurde die Lehrbefähigung und Lehrbefugnis (Venia Legendi) für die Fächer Öffentliches Recht, Europarecht, Völkerrecht und Internationales Wirtschaftsrecht verliehen. Von Oktober 2015 bis September 2016 war er als Lehrstuhlvertreter für Philip Kunig Gastprofessor für Öffentliches Recht an der Freien Universität Berlin. Im Juli 2016 erhielt Simon einen Ruf an die Philipps-Universität Marburg. Er ist seit 1. Dezember 2016 Inhaber des Lehrstuhls für Völkerrecht und Europarecht mit öffentlichem Recht.
Nach Plagiatsvorwürfen im Sommer 2022 eröffnete der Promotionsausschuss der Universität Gießen gegen Simon ein Verfahren zum Entzug seines Doktorgrades. Gegen die anschließende Entscheidung legte Simon mit Erfolg Widerspruch ein. Im September 2023 beendete die Universität Gießen das Verfahren nach Einholung von drei externen Gutachten, die den Tatbestand eines Plagiats verneinten. Die Universität erklärte mit Blick auf seine Dissertation, dass die „wenigen in diesem Fall tatsächlich zu beanstandenden Stellen“ sich nicht auf „den wissenschaftlichen Kernbereich der Arbeit“ bezögen und „nur eine sehr geringe inhaltliche Bedeutung“ hätten.
Simon berät internationale Regierungs- und Nichtregierungsorganisationen auf verschiedenen Ebenen und fungiert als Prozessbeobachter und Berater in zahlreichen Projekten der Entwicklungszusammenarbeit.

## Politik
Simon trat im März 2000 in die Junge Union und die CDU ein. Seitdem ist er in verschiedenen Funktionen ehrenamtlich tätig. Er ist stellvertretender Kreisvorsitzender im Kreisverband Gießen und im Landesfachausschuss Europa, war 10 Jahre Gemeindevertreter in Buseck und seit 2006 Kreistagsabgeordneter im Landkreis Gießen (seit 2011 als stellvertretender Kreistagsvorsitzender und stellvertretender Vorsitzender der CDU-Kreistagsfraktion). 2018 wurde er für seine über zwölfjährige Mitgliedschaft im Kreistag mit der Bronzenen Ehrennadel geehrt.
Simon trat bei der Europawahl 2014 für die CDU an, verfehlte jedoch den Einzug ins Europaparlament. Bei der Landtagswahl in Hessen 2018 trat er als Ersatzbewerber von Ministerpräsident Volker Bouffier im Wahlkreis Gießen II an. Bei der Europawahl 2019 trat er erneut an und zog über die Landesliste Hessen ins Europaparlament ein. Er gehört der Fraktion der Europäischen Volkspartei an. Er ist Spitzenkandidat der CDU Hessen für die Europawahl 2024.
2021 wurde Simon zum stellvertretenden Gruppenvorsitzenden der CDU/CSU-Gruppe im Europäischen Parlament gewählt. 2022 wurde er Koordinator der EVP-Fraktion im Ausschuss für konstitutionelle Fragen.
In seiner ersten Legislaturperiode arbeitete Simon federführend im Ausschuss für konstitutionelle Fragen unter anderem an einer Reform des Lissabon-Vertrags, einem neuen gemeinsamen europäischen Wahlrecht, mehreren Reformen der Plenardebatten des Parlaments und als Vollmitglied der Konferenz zur Zukunft Europas. Als Vollmitglied im Ausschuss für internationalen Handel verantwortet er das EU-Mercosur-Assoziierungsabkommen, eine Reform der Dual-Use-Verordnung sowie aktuelle Themen der Welthandelsorganisation. Als stellvertretendes Mitglied im Ausschuss für Wirtschaft und Währung war er an mehreren Jahresberichten zur Arbeit der Europäischen Zentralbank beteiligt.
Er wurde bei der Europawahl 2024 wiedergewählt und ist seit Juli 2024 Vorsitzender des Ausschusses für konstitutionelle Fragen.

## Ehrenamtliches Engagement
Simon ist seit vielen Jahren stellvertretender Landesvorsitzender der Europa-Union Hessen und Mitglied der Europa-Union Parlamentariergruppe im Europäischen Parlament, die sich für ein föderales Europa und den europäischen Einigungsprozess einsetzt. Von 2011 bis Mai 2022 war er Mitglied im Bundesvorstand des Vereins Deutsche Gesellschaft für die Vereinten Nationen.
2017 wurde er zum Leiter der Europäischen Akademie Hessen gewählt.

## Preise und Auszeichnungen
2018: Bronzene Ehrennadel des Landkreises Gießen
2015: Dr.-Herbert-Stolzenberg-Preis für Habilitationsschrift sowie das sonstige wissenschaftliche Œuvre
2011: Würdigung Hessischer Hochschulpreis für Exzellenz in der Lehre
2011: Wolfgang-Mittermeier-Preis für hervorragende Leistungen in der akademischen Lehre
2011: Außerordentlicher Lehrpreis der Fachschaft Jura
2009: Dissertationspreis der Justus-Liebig-Universität Gießen für die beste Dissertation des akademischen Jahres 2008/2009 innerhalb der Sektion Rechts- und Wirtschaftswissenschaften
2009: Dissertationspreis der Juristischen Studiengesellschaft
2001: Studienpreis des Fachbereichs Rechtswissenschaft für die beste Leistung im Fach „Öffentliches Recht“

## Schriften (Auswahl)
- Liberalisierung von Dienstleistungen der Daseinsvorsorge im WTO- und EU-Recht, Mohr Siebeck, Tübingen 2009, ISBN 978-3-16-150000-8 (Dissertation)
- Grenzen des Bundesverfassungsgerichts im europäischen Integrationsprozess, Mohr Siebeck, Tübingen 2016, ISBN 978-3-16-154159-9 (Habilitationsschrift)

### Sonstige Publikationen
Puttrich/Simon, Der deutsche Föderalismus – Ein Modell für das europäische Rechtsetzungsverfahren?, ZRP 2021, 33.

## Varia
Simon äußerte sich in einer Hr-info-Sendung vom 6. Mai 2020 zum Kompetenzkonkurrenzstreit zwischen EuGH und BVerfG nach dem EZB-Urteil vom 5. Mai 2020. Er erklärte das Selbstverständnis beider Gerichte und führt aus, dass deren Streit sich an eine lange Kette von Entscheidungen anschließe. Es sei nichts „Unmögliches“, was das Bundesverfassungsgericht von der Europäischen Zentralbank (EZB) verlange, sondern „etwas Selbstverständliches“: als unabhängiges Organ müsse diese – in Verbindung mit dem Verhältnismäßigkeitsgrundsatz – ihr Handeln erklären. Simon befürwortete einen institutionalisierten Dialog, der für alle EU-Bürger dokumentiere, dass BVerfG und EuGH vor der Urteilsverkündung miteinander gesprochen haben.